# Grönskäggig hjälmkolibri
Grönskäggig hjälmkolibri (Oxypogon guerinii) är en fågel i familjen kolibrier.

## Utbredning och systematik
Fågeln återfinns i páramo i östra Anderna i Colombia (söderut till Cundinamarca). Den behandlas som monotypisk, det vill säga att den inte delas in i några underarter. De fyra arterna i släktet Oxypogon betraktades fram tills nyligen utgöra en och samma art, hjälmkolibri (O. guerinii).

## Status
Trots det begränsade utbredningsområdet och att den tros minska i antal anses beståndet vara livskraftigt av internationella naturvårdsunionen IUCN. 

## Namn
Fågelns vetenskapliga artnamn hedrar Félix Édouard Guérin (1799-1874), fransk naturforskare och samlare av specimen tillika medgrundare av Société Cuvierienne.